# Мумия (фильм, 1911)
«Мумия» («Роман о мумии», фр. La momie) — французский художественный фильм Альбера Капеллани по мотивам романа Теофиля Готье. В Дании фильм был выпущен под названием «Ожившая мумия». Премьера фильма состоялась 24 февраля 1911 года. 199 метров фильма были раскрашены вручную. Фильм снимался с 14 по 21 сентября 1910 года.

## Сюжет
Богатый англичанин лорд Эвандейл обнаруживает в некрополе Фив замечательно сохранившуюся мумию женщины. Лорд так поражён, что на него нисходит видение о романтической истории прекрасной египтянки. 
Он видит самого себя в образе поэта Поэри, одержимого страстью к своей возлюбленной. Женщину зовут Таозер, и слух о ней, как о великой красавице, доходит до самого Фараона. Фараон очарован Таозер, и хочет оставить её при своём дворе.
Но пленница сбегает, чтобы вернуться к Поэри, без любви которого она не может жить. Тем временем, Моисей — вождь евреев, открывает Фараону тайну бегства Таозер в обмен на свободу для своего народа.
Несчастная Таозер снова оказывается во власти жестокого правителя. Тем временем, Фараон, раскаявшись в данном им Моисею слове, отправляется в погоню за евреями и гибнет в этом походе.
Таозер, получившая от Фараона золотой лотус — символ царской власти, становится царицей Египта. Но она не может забыть поэта Поэри, поэтому Таозер умирает от отчаяния, не в силах выдержать разлуку со своим любимым.
Тут видение рассеивается, и Лорд Эвандейл, не в силах пережить разлуку со своей выдуманной возлюбленной, решает покончить с собой. Он приставляет револьвер к виску, но в этот момент входит старый друг его семьи Лорд Гловер в сопровождении своей дочери Эллен — живым воплощением египтянки Таозер.
Лорд Эвандейл, удивлённый и очарованный, забывает о химере, чтобы жениться на той, кто воплощает в реальности его мечты.